# Culicoides parviscriptus
Culicoides parviscriptus är en tvåvingeart som beskrevs av Tokunaga 1959. Culicoides parviscriptus ingår i släktet Culicoides och familjen svidknott. Inga underarter finns listade i Catalogue of Life.